# BWF Future Series 2022
Die BWF Future Series 2022 war die 16. Auflage der BWF Future Series im Badminton. 

## Turniere und Sieger
| Veranstaltung                    | Herreneinzel              | Dameneinzel               | Herrendoppel                                  | Damendoppel                         | Mixed                                |
| -------------------------------- | ------------------------- | ------------------------- | --------------------------------------------- | ----------------------------------- | ------------------------------------ |
| Iceland International            | nicht ausgetragen         | nicht ausgetragen         | nicht ausgetragen                             | nicht ausgetragen                   | nicht ausgetragen                    |
| Slovak Open                      | Riku Hatano               | Aditi Bhatt               | Boon Xin Yuan Wong Tien Ci                    | Lee Chia-hsin Teng Chun-hsun        | Yeung Ming Nok Yeung Pui Lam         |
| Giraldilla                       | nicht ausgetragen         | nicht ausgetragen         | nicht ausgetragen                             | nicht ausgetragen                   | nicht ausgetragen                    |
| Dnipro Future Series             | Postponed                 | Postponed                 | Postponed                                     | Postponed                           | Postponed                            |
| Lithuanian International         | Syabda Perkasa Belawa     | Aisyah Sativa Fatetani    | Rayhan Fadillah Rahmat Hidayat                | Nethania Irawan Febi Setianingrum   | Amri Syahnawi Winny Oktavina Kandow  |
| Bonn International               | Justin Hoh                | Stephanie Widjaja         | Chiu Hsiang-chieh Yang Ming-tse               | Hsu Ya-ching Lin Wan-ching          | Amri Syahnawi Winny Oktavina Kandow  |
| Croatia Open                     | Justin Hoh                | Vũ Thị Anh Thư            | Donovan Willard Wee Howin Wong                | Lui Lok Lok Ng Shiu Yee             | Jonty Russ Sian Kelly                |
| Nouvelle-Aquitaine Future Series | Lim Ming Hong             | Vũ Thị Anh Thư            | Peeratchai Sukphun Pakkapon Teeraratsakul     | Ronak Olyaee Nathalie Wang          | Emil Lauritzen Signe Schulz          |
| Latvia International             | Christopher Vittoriani    | Wang Pei-yu               | Lai Po-yu Tsai Fu-cheng                       | Kati-Kreet Marran Helina Rüütel     | Emil Lauritzen Signe Schulz          |
| Mexico International             | Luis Montoya              | Sanchita Pandey           | Kern Pong Lap Kan Larry Pong                  | Paula Lozoya Fatima Rio             | Ryan Zheng Sanchita Pandey           |
| Benin International              | Ong Zhen Yi               | Loh Zhi Wei               | Christian Bernardo Alvin Morada               | Alyssa Leonardo Thea Pomar          | Alvin Morada Alyssa Leonardo         |
| Spanish International            | Victor Ørding Kauffmann   | Laura Fløj Thomsen        | Noah Haase Alex Vlaar                         | Lærke Hvid Emilia Nesic             | Jonty Russ Sian Kelly                |
| Venezuela International          | nicht ausgetragen         | nicht ausgetragen         | nicht ausgetragen                             | nicht ausgetragen                   | nicht ausgetragen                    |
| Croatian International           | Liu Haichao               | Huang Ching-ping          | Chiu Hsiang-chieh Yang Ming-tse               | Qiao Shijun Zhou Xinru              | Chiu Hsiang-chieh Lin Xiao-min       |
| Bulgarian International          | Wang Po-wei               | Lin Sih-yun               | Chiang Chien-wei Wu Hsuan-yi                  | Liu Chiao-yun Wang Yu-qiao          | Chiu Hsiang-chieh Lin Xiao-min       |
| Cyprus International             | nicht ausgetragen         | nicht ausgetragen         | nicht ausgetragen                             | nicht ausgetragen                   | nicht ausgetragen                    |
| Santo Domingo International      | nicht ausgetragen         | nicht ausgetragen         | nicht ausgetragen                             | nicht ausgetragen                   | nicht ausgetragen                    |
| Israel Open                      | Matthias Kicklitz         | Dounia Pelupessy          | Giovanni Greco David Salutt                   | Aline Müller Caroline Racloz        | Minh Quang Pham Caroline Racloz      |
| Guatemala International          | Yuta Kikuchi              | Malya Hoareau             | José Luis Granados Morales Antonio Ortíz Soto | Alejandra Paiz Mariana Paiz         | Tino Daoudal Malya Hoareau           |
| Zambia International             | Dmitriy Panarin           | Keisha Fatimah Az Zahra   | Jarred Elliott Robert Summers                 | Keisha Fatimah Az Zahra Era Maftuha | Bahaedeen Ahmad Alshannik Domou Amro |
| Slovenia Future Series           | Andi Fadel Muhammad       | Tomoka Miyazaki           | Rasmus Espersen Kristian Kræmer               | Hina Akechi Sorano Yoshikawa        | Mihajlo Tomić Anđela Vitman          |
| Botswana International           | Bahaedeen Ahmad Alshannik | Johanita Scholtz          | Artur Niyazov Dmitriy Panarin                 | Amy Ackerman Deidre Laurens Jordaan | Jarred Elliott Amy Ackerman          |
| South Africa International       | Hung Chun-chung           | Lee Yu-hsuan              | Lee Wen-che Liu Yu-che                        | Cheng Husan-ying Tsai Li-yu         | Cheng Yu-yen Lee Yu-hua              |
| Malta International              | Ade Resky Dwicahyo        | Gabriela Meilani Moningka | Jarne Schlevoigt Nikolaj Stupplich            | Kirsten de Wit Alyssa Tirtosentono  | Malik Bourakkadi Leona Michalski     |